# Delicatessen
Delicatessen è un film del 1991 diretto da Jean-Pierre Jeunet e Marc Caro ed interpretato, fra gli altri, da Dominique Pinon e Jean-Claude Dreyfus.

## Trama
Nella Francia postapocalittica di un'epoca imprecisata, i viveri scarseggiano e il mais è utilizzato come denaro. Al piano terra di un decrepito condominio si trova la macelleria Delicatessen, gestita dal padrone di casa Clapet, che offre camere e posti di lavoro per attirare le vittime nell'edificio, così da poter uccidere questi sventurati affittuari, macellarli e vendere la loro carne agli altri inquilini presso il suo negozio. A seguito della scomparsa del suo scimpanzé ammaestrato Mr. Livingstone, ucciso e mangiato dalla popolazione affamata, il clown disoccupato Louison si reca a vivere nel condominio di Clapet. Durante la sua permanenza, Louison fa amicizia con la figlia di Clapet, Julie, e il rapporto che nasce si trasforma lentamente in amore.
Louison dimostra di essere un ottimo lavoratore, esercitando i suoi numerosi talenti e il trucco spettacolare con il suo coltello speciale L'australiano, capace, se lanciato, di tornare indietro come un boomerang. Vista l'efficienza di Louison, il macellaio decide per il momento di lasciarlo in vita. Durante questo periodo molti degli inquilini si affezionano a Louison, mentre altri si preoccupano per la loro sicurezza, messa a repentaglio dal bisogno di carne per sfamarsi. Consapevole delle intenzioni disumane di suo padre, Julie scende nelle fogne per entrare in contatto con i temuti "Trogloditi", un popolo sotterraneo di vegetariani squilibrati che accettano di aiutarla per salvare Louison.
La sera in cui c'è un programma alla TV in cui Louison si esibisce con lo scimpanzé, il macellaio manomette l'antenna e si scontra con il clown, salito a sistemarla, e con il quale ha la peggio; nel mentre i Trogloditi sferrano un attacco cercando di prelevare Louison, ma catturano per equivoco la donna del macellaio. Nel frattempo la signora Aurore, che tenta il suicidio per tutta la durata del film, riesce finalmente a morire provocando anche la morte del marito, mentre Louison e Julie oppongono resistenza e inondano l'appartamento. Furioso, Clapet tenta di uccidere Louison lanciandogli addosso L'australiano, ma in tal modo, e ignorando la natura del coltello, si uccide involontariamente da solo. Il film si chiude con Louison e Julie che si siedono tranquillamente sul tetto del condominio a suonare musica insieme.

## Riconoscimenti
- Premi César 1992
  - Migliore opera prima
  - Migliore sceneggiatura
  - Miglior montaggio
  - Migliore scenografia